# Studebrydning
Studebrydning (engelsk: steer wrestling eller bull dogging) er en rodeo-begivenhed, hvor en rytter på hest jagter en stud, falder ned til studen fra hesten, og derefter ved at tage fat i dens horn og vride får den ud af balance, så den falder til jorden. Arrangementet indebærer stor risiko for at cowboyen tager skade. Forkæmpere for dyrerettigheder har indvendt, at konkurrencen kan lede til dyrplageri, men studene skades i mindre end 0,05% af tilfældene.